# 김지영 (야구 선수)
김지영(1974년 4월 21일 ~ )은 전 KBO 리그 KIA 타이거즈의 포수이다.

## KIA 타이거즈시절
1993년에 해태에 신고선수로 입단해 백업 포수로 뛰었다.

### 김성한 구타 사건

#### 전개 과정
당시 KIA는 4연패를 당한 상황이었고, 이에 1군과 2군의 선수 전원에 대한 특별 훈련이 실시되었는데, 이때 2군 소속의 포수 김지영이 자신의 위치를 찾지 못하고 헤매고 있던 것을 김성한 감독이 발견한 것.
이에 김성한 감독은 똑바로 하라고 외치며 야구 방망이로 머리를 쳤고, 김지영은 헬멧을 쓰고 있었으나 충격 흡수 장치가 없어 머리 윗부분이 찢어지며 피를 흘렸고 곧바로 구단 지정 병원인 한국병원에서 6바늘을 꿰맸다.
전치 2주 진단을 받고 통원 치료를 했던 김지영은 사고 발생 한 달이 지난 이달 17일 시야 흐림과 목 통증 등 후유증으로 선수 생활을 할 수 없다며 2억 원의 합의금을 요구했으나 김성한 감독과 합의를 이루지 못했다.
김성한 감독은 파문이 확산되자 구단 인터넷 홈페이지에 모든 것은 자신의 잘못과 불찰이라면서도 선수들의 헬멧을 치는 것은 체벌이라기 보다는 지도자가 독려하는 애정의 한 표현이고 경기에 집중하라는 의미라고 자신의 입장을 밝혔다.
KIA 선수들도 선수의 헬멧을 때린 것은 훈련 과정에서 자연스럽게 일어나는 일상적인 행위로 김 감독의 행위는 고의성이 담긴 것이 아니다는 요지의 글을 구단 홈페이지에 게재했다.
이에 분노한 김지영의 아내가 사건 관련 내용을 폭로하게 되나, KIA 측은 보상금으로 1년 치 연봉인 2,000만 원을 제시한 뒤 방출할 의사를 밝힌다. 이런 대응 방식에 분노한 누리꾼들은 스포츠 신문과 한국 야구 위원회(KBO)에 이 일을 다룰 것을 요구하게 되고, 그제서야 사태의 심각성을 느낀 KIA는 김지영의 설득에 나선다. 하지만 김성한 감독은 사과를 끝까지 거부했고 KIA도 준플레이오프(준PO) 시즌이 시작되자마자, 김지영에게 보상금을 지불한 후 방출을 선언하였다.

## 출신 학교
- 영흥고등학교